# Punakaiki

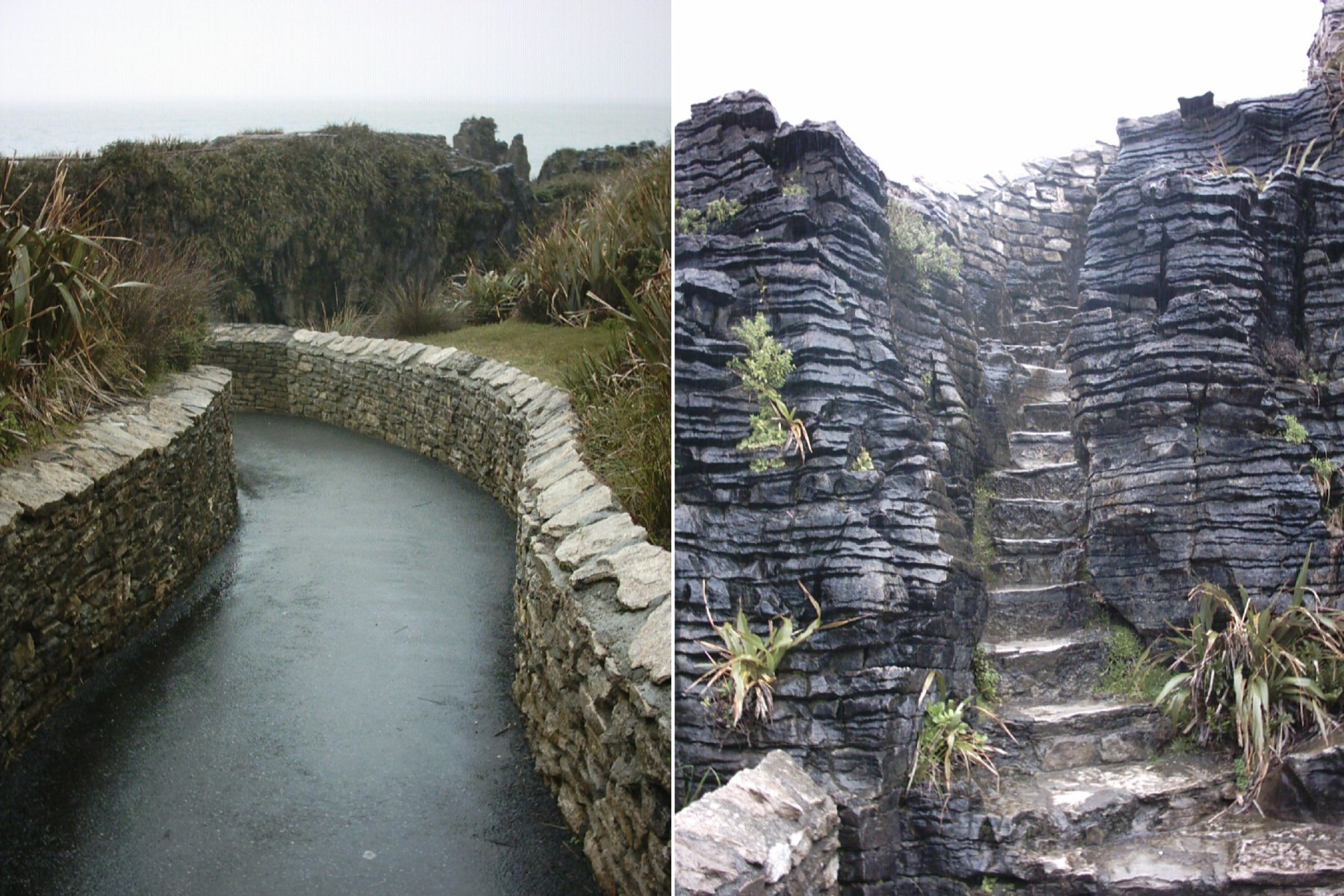
Deux des chemins aux Pancake Rocks.

Punakaiki est un petit village de la région de West Coast de l'île du Sud de la Nouvelle-Zélande, sur la côte de la mer de Tasman. Il est tout près du parc national de Paparoa.
Les Pancake Rocks sont une importante attraction touristique de la région. Situés à Dolomite Point, un peu au sud du village, c'est une région de calcaire très érodé où la mer entre pendant la marée haute par des geysers maritimes verticaux. Le calcaire lui-même est formé de couches alternantes, dures et molles, de créatures marines et sédiments de plantes.
On peut explorer les Pancake Rocks en empruntant des chemins, certains accessibles en chaise roulante et d'autres taillés dans la roche même.

## Faune et préservation
Situé à l'extrêmité du parc national de Paparoa, Punakaiki est le domicile de nombreuses espèces d'oiseaux et en particulier d'espèces maritimes. On peut aussi y observer des otaries à fourrure se prélassant sur les rochers ainsi que des dauphins d'Hector évoluant près de la côte.